# Bisbat de Zacatecas
El bisbat de Zacatecas (castellà:  Diócesis de Zacatecas, llatí: Dioecesis Zacatecensis) és una seu de l'Església Catòlica a Mèxic, sufragània de l'arquebisbat de San Luis Potosí, i que pertany a la regió eclesiàstica Bajío. L'any 2014 tenia 1.182.000 batejats sobre una població d'1.445.000 habitants. Actualment està regida pel bisbe Sigifredo Noriega Barceló.

## Territori
La diòcesi comprèn la major part de l'estat mexicà de Zacatecas, així com algunes parròquies a l'estat de Jalisco
La seu episcopal és la ciutat de Zacatecas, on es troba la catedral de l'Assumpció de Maria Verge, construïda al segle xviii i oberta al culte el 15 d'agost de 1752.
El territori s'estén sobre 59.000  km², i està dividit en 109 parròquies.

## Història
La diòcesi va ser erigida el 26 de gener de 1863, mitjançant la butlla Ad Universam Agri Dominici del Papa Pius IX, prenent el territori del bisbat de Guadalajara, que contextualment va ser elevat a arxidiòcesi, i d'una petita part del bisbat de San Luis Potosí. Originàriament el bisbat de Zacatecas era sufragani de l'arquebisbat de Guadalajara.
El 13 de gener de 1962 cedí una porció del seu territori per tal que s'erigís la prelatura territorial de Jesús María.
El 25 de novembre de 2006 passà a formar parte de la província eclesiàstica de l'arquebisbat de San Luis Potosí.

## Cronologia episcopal
- Ignacio Mateo Guerra y Alba † (19 de març de 1863 - 7 de juny de 1871 mort)
- José Maríe del Refugio Guerra y Alva † (29 de juliol de 1872 - 1888 nomenat bisbe de Tlaxcala)
- Buenaventura del Purísimo Corazón de María Portillo y Tejeda, O.F.M. † (27 de maig de 1889 - 19 de juny de 1899 mort)
- José Guadalupe de Jesús de Alba y Franco, O.F.M. † (14 de desembre de 1899 - 11 de juliol de 1910 mort)
- Miguel María de la Mora y Mora † (9 de febrer de 1911 - 24 de febrer de 1922 nomenat bisbe de San Luis Potosí)
- Ignacio Placencia y Moreira † (27 d'octubre de 1922 - 5 de desembre de 1951 mort)
- Francisco Javier Nuño y Guerrero † (5 de desembre de 1951 - 18 de desembre de 1954 nomenat arquebisbe coadjutor de Guadalajara)
- Antonio López Aviña † (21 de juny de 1955 - 14 de desembre de 1961 nomenat arquebisbe de Durango)
- Adalberto Almeida y Merino † (14 d'abril de 1962 - 24 d'agost de 1969 nomenat arquebisbe de Chihuahua)
- José Pablo Rovalo Azcué, S.M. † (18 de maig de 1970 - 15 de juliol de 1972 renuncià)
- Rafael Muñoz Núñez † (20 de juliol de 1972 - 1 de juny de 1984 nomenat bisbe d'Aguascalientes)
- Javier Lozano Barragán (28 d'octubre de 1984 - 31 d'octubre de 1996 renuncià)
- Fernando Mario Chávez Ruvalcaba (20 de gener de 1999 - 8 d'octubre de 2008 jubilat)
- José Carlos Cabrero Romero (8 d'octubre de 2008 - 3 d'abril de 2012 nomenat arquebisbe de San Luis Potosí)
- Sigifredo Noriega Barceló, des del 2 d'agost de 2012

## Estadístiques
A finals del 2014, la diòcesi tenia 1.182.000 batejats sobre una població d'1.445.000 persones, equivalent al 81,8% del total.
| any  | població  | població  | població | sacerdots | sacerdots       | sacerdots       | sacerdots             | diaques | religiosos | religiosos | parròquies |
| ---- | --------- | --------- | -------- | --------- | --------------- | --------------- | --------------------- | ------- | ---------- | ---------- | ---------- |
| any  | batejats  | total     | %        | total     | clergat secular | clergat regular | batejats por sacerdot | diaques | homes      | dones      |            |
| 1950 | 557.000   | 561.521   | 99,2     | 120       | 119             | 1               | 4.641                 |         |            |            | 55         |
| 1965 | 616.151   | 620.151   | 99,4     | 224       | 220             | 4               | 2.750                 |         | 4          | 348        | 45         |
| 1968 | 616.151   | 620.151   | 99,4     | 205       | 201             | 4               | 3.005                 |         | 18         | 380        | 52         |
| 1976 | 829.717   | 846.650   | 98,0     | 186       | 183             | 3               | 4.460                 |         | 23         | 310        | 90         |
| 1980 | 874.000   | 919.000   | 95,1     | 184       | 180             | 4               | 4.750                 |         | 8          | 348        | 86         |
| 1990 | 1.300.000 | 1.400.000 | 92,9     | 180       | 176             | 4               | 7.222                 |         | 8          | 350        | 97         |
| 1999 | 1.040.783 | 1.085.000 | 95,9     | 176       | 171             | 5               | 5.913                 |         | 7          | 399        | 97         |
| 2000 | 1.150.000 | 1.200.000 | 95,8     | 188       | 183             | 5               | 6.117                 |         | 26         | 390        | 97         |
| 2001 | 1.200.000 | 1.300.000 | 92,3     | 192       | 187             | 5               | 6.250                 |         | 32         | 403        | 97         |
| 2002 | 1.300.000 | 1.350.000 | 96,3     | 195       | 190             | 5               | 6.666                 |         | 26         | 380        | 101        |
| 2003 | 1.300.000 | 1.350.000 | 96,3     | 193       | 188             | 5               | 6.735                 |         | 27         | 380        | 103        |
| 2004 | 1.300.000 | 1.350.000 | 96,3     | 198       | 191             | 7               | 6.565                 |         | 17         | 375        | 104        |
| 2008 | 1.124.000 | 1.380.000 | 81,4     | 208       | 201             | 7               | 5.403                 |         | 30         | 407        | 108        |
| 2014 | 1.182.000 | 1.445.000 | 81,8     | 233       | 223             | 10              | 5.072                 |         | 13         | 413        | 109        |